# 白色結飾

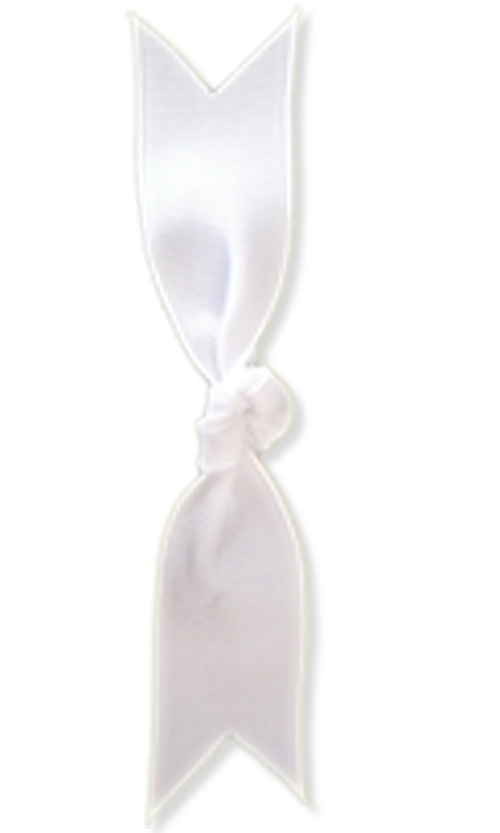
The White Knot Symbol

白色結飾是美國的一個支持同性婚姻的象徵，由Frank Voci於2008年11月所創，用以表達對禁止同性婚姻的加利福尼亚州8号提案 (2008年)的反對 。

## 外部連結
- White Knot For Equality （页面存档备份，存于）